# Renata Flores Rivera

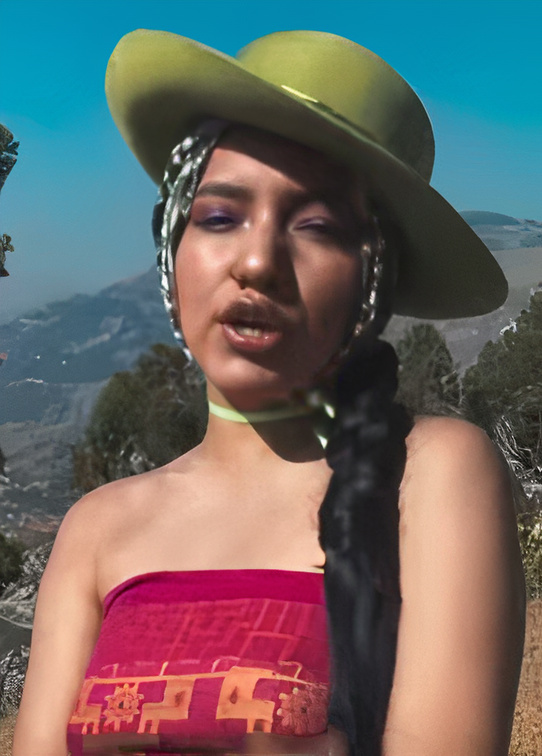
Renata Flores

Renata Flores Rivera (* 20. März 2001 in Ayacucho) ist eine peruanische Sängerin zeitgenössischer andiner Musik, von Hip-Hop, Pop und Trap latino, die außer auf Spanisch insbesondere in der indigenen Sprache Quechua singt.

## Leben
Renata wurde am 20. März 2001 in der Stadt Ayacucho/Huamanga geboren, wo sie mit Spanisch aufwuchs, aber mit 13 Jahren begann, Chanka-Quechua, die Sprache ihrer Großeltern, zu lernen. Um ihre Kenntnisse weiter zu verbessern, tat sie dies auch an der Universität. Als Kind fand sie großen Gefallen an der Musik Michael Jacksons. Ihre Mutter Patricia Rivera, Musiklehrerin in Huamanga, begann eine Kampagne zur Förderung des Quechua, nachdem sie nach eigener Aussage feststellte, dass ihre eigenen Kinder kein Quechua mehr lernten. Ihre Großmutter Ada half ihr dabei, Jacksons Popsong The Way You Make Me Feel ins Chanka-Quechua zu übersetzen. Sie nahm 2015 die Quechua-Version dieses Liedes auf und veröffentlichte sie am 27. Juli 2015 auf YouTube, woraufhin sie innerhalb von zehn Tagen insbesondere in Lateinamerika bekannt wurde. Sie nahm im selben Jahr an einem Wettbewerb La Voz Kids in Peru teil. Renata Flores sang in den folgenden Jahren zunächst Übersetzungen bekannter Songs ins Quechua, doch mit Qawachkanchik chay Killallata – Mirando la misma Luna sang sie 2018 erstmals einen eigenen Quechua-Text, in dem sie gegen die Diskriminierung und Beschimpfung quechuasprachiger Kinder protestiert.
Im März 2021 erschien ihr erstes Album, Isqun („Neun“). Die teils auf Spanisch und teils auf Quechua gesungenen Lieder dieses Albums behandeln bedeutende Frauen der peruanischen Geschichte.